# Frein à air

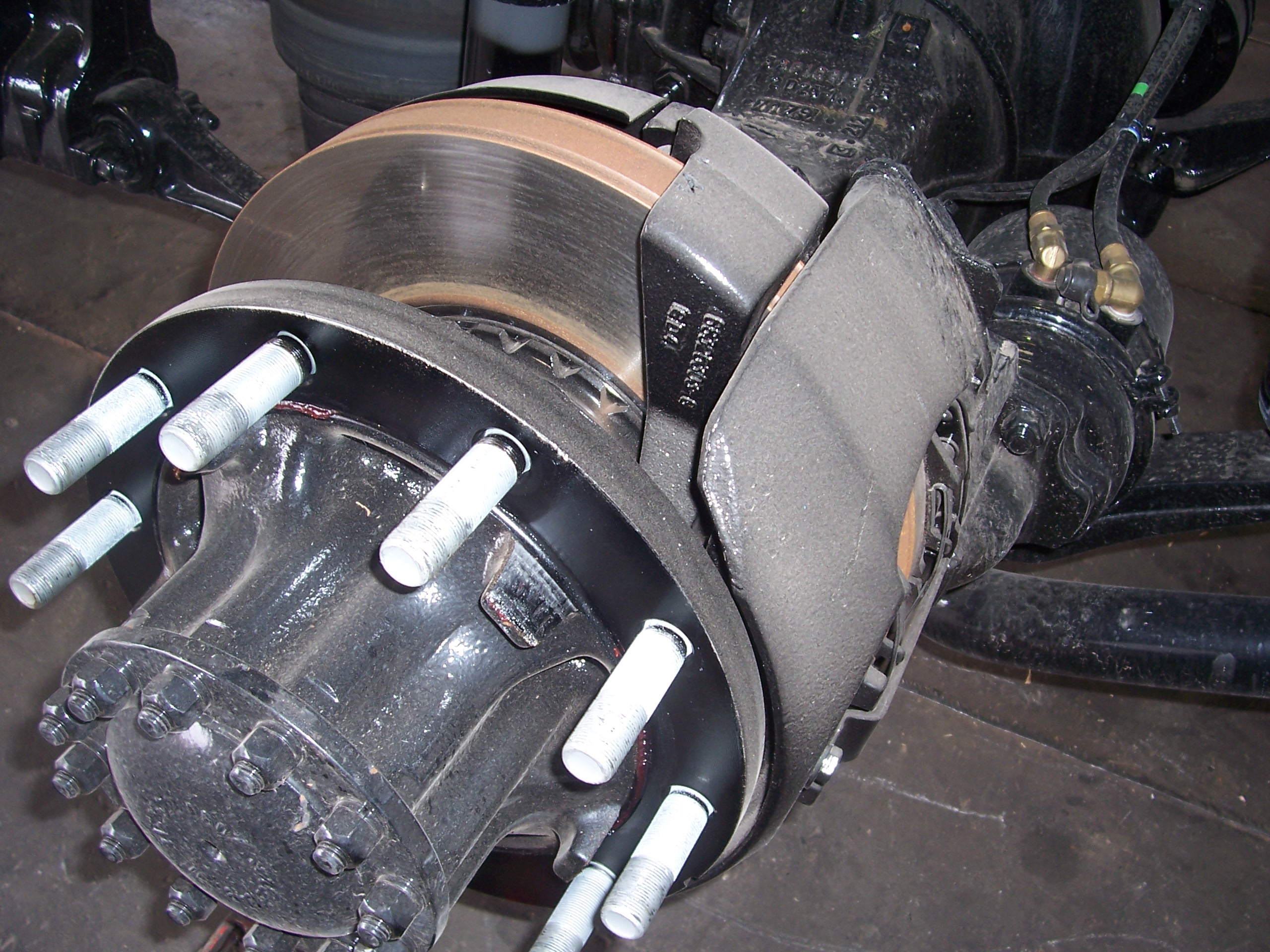
L'air comprimé actionne le frein à disque du camion.

Le frein à air désigne un frein dont la puissance est commandée par de l'air comprimé. Il est utilisé sur les véhicules routiers lourds tels que les camions, autobus, autocars, semi-remorques, mais aussi dans les domaines ferroviaire et aéronautique.

## Historique
Le Français Désiré Martin puis l'Américain George Westinghouse ont initialement développé le frein à air comprimé pour une utilisation sur les locomotives à vapeur des chemins de fer. George Westinghouse a déposé un brevet international pour ce système basé sur l'air comprimé le 5 mars 1872. 
Westinghouse a par la suite amélioré son système, en créant notamment la triple valve permettant le développement du frein automatique qui permet le serrage du frein en cas de défaillance d'alimentation.

## Fonctionnement
Un compresseur fournit de l'air comprimé, stocké dans un réservoir puis envoyé, lorsque cela est commandé par le conducteur, vers les freins. L'air comprimé servira alors soit à faire serrer le frein, soit à le relâcher dans le cas d'un serrage assuré par un moyen mécanique tel qu'un ressort.

### Domaine routier
Les systèmes de freinage à air comprimé sont généralement utilisés sur des camions, des autocars et autobus. La friction permettant la dissipation de l'énergie cinétique des camions est assurée soit par des freins à tambour, soit par des freins à disque. Le système se compose du frein de service, du frein de stationnement, d'une pédale de commande, d'un compresseur qui est entraîné par le moteur diesel de l'engin, et d'un réservoir de stockage de l'air comprimé. 
Le frein de stationnement est basé sur des freins à disques ou à tambours qui sont conçus pour être maintenus dans la position d'application par la pression de ressorts dans les cylindres de frein. Une pression d'air doit être produite pour libérer le frein de stationnement.
Pousser sur la manette du frein de stationnement abaisse la pression de l'air comprimé dans les conduites entre le réservoir de stockage d'air comprimé et les freins. Une fuite d'air entraînerait immédiatement une application de la pression maximale de freinage.
Lorsque le frein de service (celui utilisé lors de la conduite pour ralentir ou s’arrêter) est appliqué, la pédale de frein s'enfonce, vient pousser sur la membrane d'un vase à diaphragme et déplace une tige d'arbre à cames ce qui provoque le freinage. Le compresseur d'air aspire de l'air filtré et l'envoie dans des réservoirs sous une pression d'environ 120 PSI (8 bars). La plupart des poids lourds ont une jauge qui est à la vue du conducteur, qui indique la pression d'air et qui intègre aussi des alarmes sonores et lumineuses en cas de défaillance, pour un fonctionnement en toute sécurité du véhicule. 
Le freinage de service est appliqué en appuyant sur la pédale de frein, pousser la pédale applique une pression d'air, relâcher la pédale de frein réduit donc la pression de l'air et libère le frein de service. Desserrer les freins à air comprimé implique qu'une certaine quantité d'air sorte du système, ce qui réduit la pression d'air dans le réservoir ; elle doit ensuite être reconstituée par le compresseur d'air. Appuyer et relâcher la pédale inutilement fait baisser la pression de l'air plus vite que le compresseur ne peut le remplacer. Si la pression devenait trop faible, les freins pourraient ne plus être opérationnels. 
Les poids lourds ont également un système de freinage d'urgence, dans lequel l'air comprimé retient une force mécanique (généralement un ressort) qui relâchée, engage la commande des freins. Par conséquent, si la pression d'air est perdue pour une raison quelconque, les freins s'appliquent et entraînent l'arrêt du véhicule.

#### Conception d’un système de frein à air comprimé
Un système de freinage à air comprimé est composé d’un système d'approvisionnement et un système de contrôle. Le système d'approvisionnement comprime, stocke et fournit l'air à haute pression au système de contrôle ainsi que de l'air supplémentaire aux systèmes auxiliaires du camion (contrôle de boîte de vitesses, servo assistance de la pédale d'embrayage, sièges et volant à réglage pneumatique, etc.)

##### Système d'approvisionnement

Schéma de frein à air sur un véhicule routier commercial (tous les réservoirs d'air et toutes les vannes ne sont pas représentées). 1. compresseur d'air, 2. régulateur de pression, 3. assècheur d'air, 4. réservoir de régénération, 5. soupape de protection, 6. réservoirs d'air compressé, 7. système de régulation du frein de stationnement, 8. bouton du frein de stationnement, 9. pédale des freins, 10. boîtiers des freins avant, 11. Correcteurs de freinage à commande mécanique, 12. boîtiers des freins arrière,

L'air comprimé est d'abord acheminé à travers un serpentin de refroidissement puis dans un sécheur d'air qui élimine l'humidité et les impuretés ; il peut également inclure un régulateur de pression, une soupape de sûreté et un réservoir plus petit pour la purge. En alternative au sécheur d'air, le système d'alimentation peut être équipé d'un dispositif anti-givre et d'un séparateur d'huile. L'air comprimé est ensuite stocké dans un réservoir (aussi appelé un réservoir humide) à partir duquel il est distribué via une vanne à quatre voies de protection vers le circuit des réservoirs d'air des freins avant et arrière, vers le réservoir de frein de stationnement et un vers un point d'approvisionnement et de distribution d'air auxiliaire. Il comprend également divers systèmes de vérification, de limitation de la pression, des drains et des soupapes de sûreté.

##### Système de contrôle
Le système de contrôle est divisé en deux circuits de freinage :
- le circuit de freins principal appelé aussi "frein de service" ;
- celui destiné au circuit de freinage de la remorque (pour les trains routiers) ou semi-remorque (pour les véhicules articulés).

Ce circuit de freinage dupliqué est lui-même divisé en 2 circuits : l’un pour les roues avant, l’autre pour les roues arrière.
Ils reçoivent l'air comprimé à partir de réservoirs individuels pour chaque système de contrôle et chaque essieu, pour plus de sécurité en cas de fuite d'air. Voici plusieurs exemples :
- Un véhicule porteur (isolé) à trois essieux + une remorque deux essieux seront équipés de trois réservoirs pour le porteur et deux réservoirs pour la remorque soit cinq réservoirs pour cet ensemble.
- Un véhicule porteur (isolé) à quatre essieux sera lui équipé de quatre réservoirs.
- Un véhicule tracteur (articulé) à deux essieux + une semi-remorque de trois essieux seront équipés de deux réservoirs pour le tracteur et de trois réservoirs pour la semi-remorque.

Les freins de service sont appliqués au moyen d'une valve commandée par la pédale de frein qui contrôle les deux circuits.
Pour le frein de stationnement, on utilise un ressort dans le cylindre de frein pour appliquer au repos une pression sur les freins ; on libère la force du ressort par l'envoi d'air comprimé via une soupape contrôlée à la main.
Les freins de la remorque se composent d'un système à deux lignes distinctes :
- la ligne d'alimentation (en rouge) ;
- la ligne de contrôle (en jaune).

La ligne d'alimentation reçoit l'air du réservoir d'air principal du tracteur via une valve relais et la ligne de contrôle est contrôlée par la vanne relais du frein de service du tracteur.
Les signaux de commande des relais sont issus de la pédale de frein, du bouton de contrôle de l'alimentation en air du frein de parking du véhicule principal et aussi du bouton de contrôle du frein de service d'urgence de la remorque.

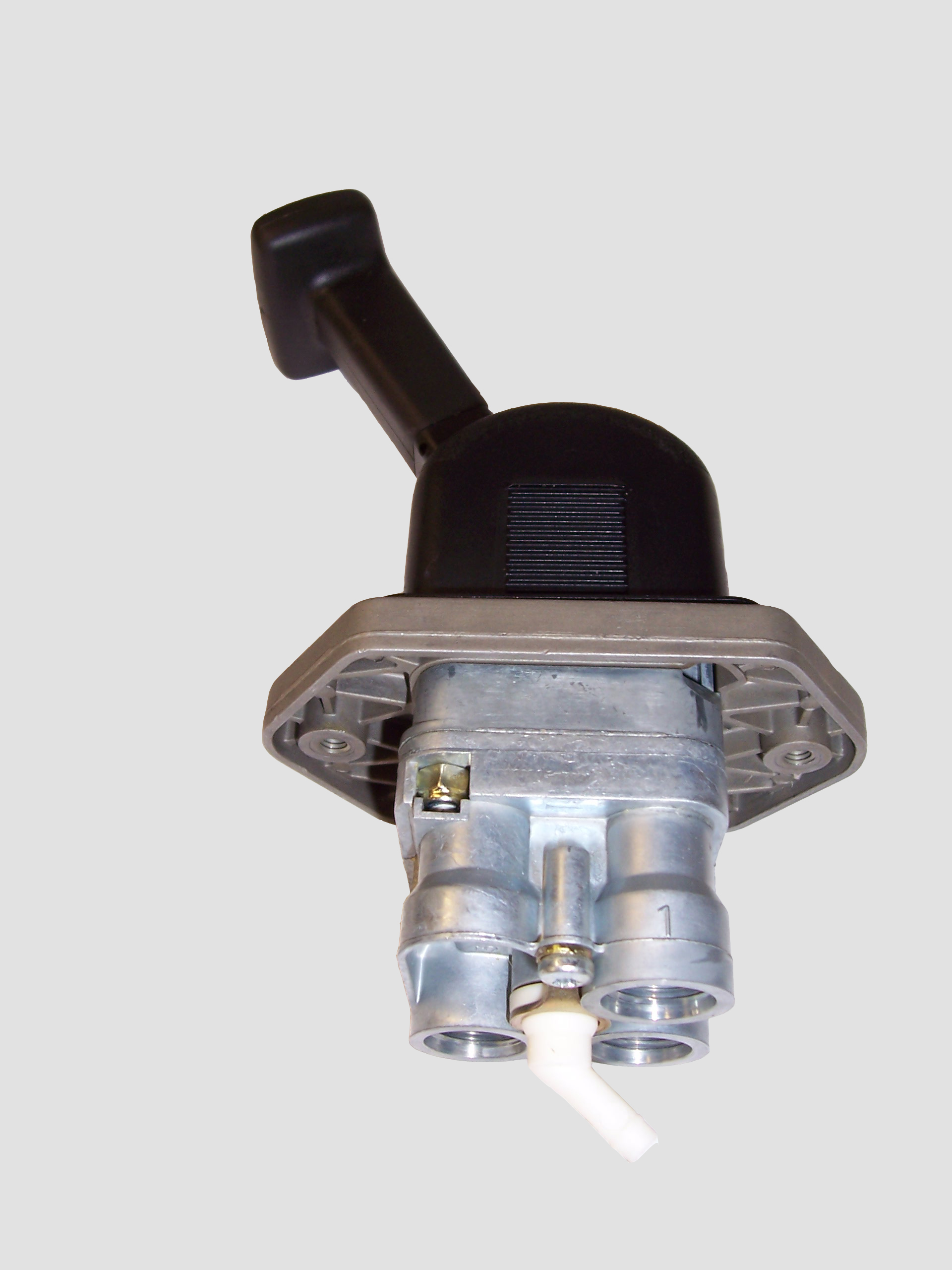
robinet de frein de stationnement
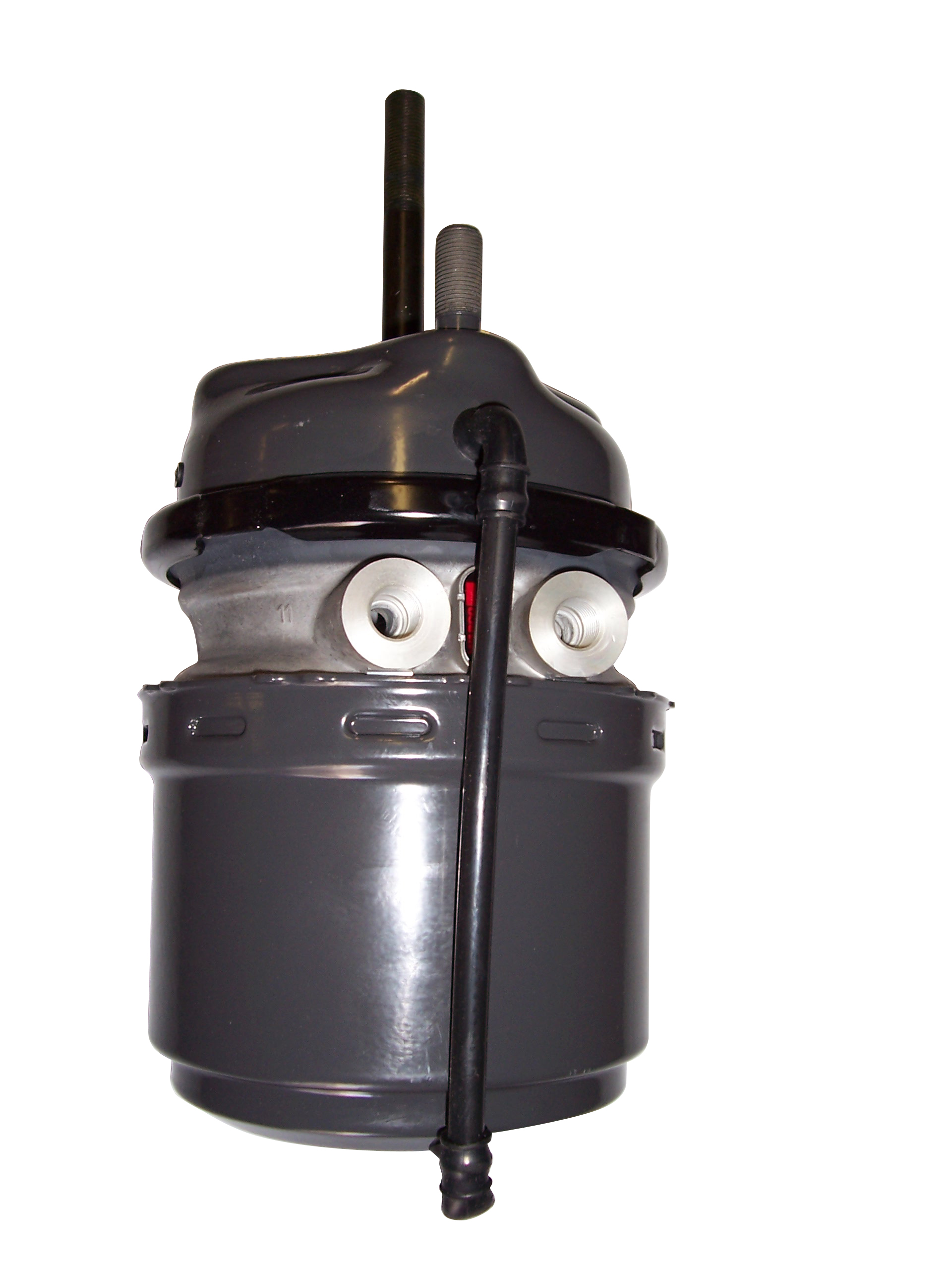
Vase à diaphragme (double corps)
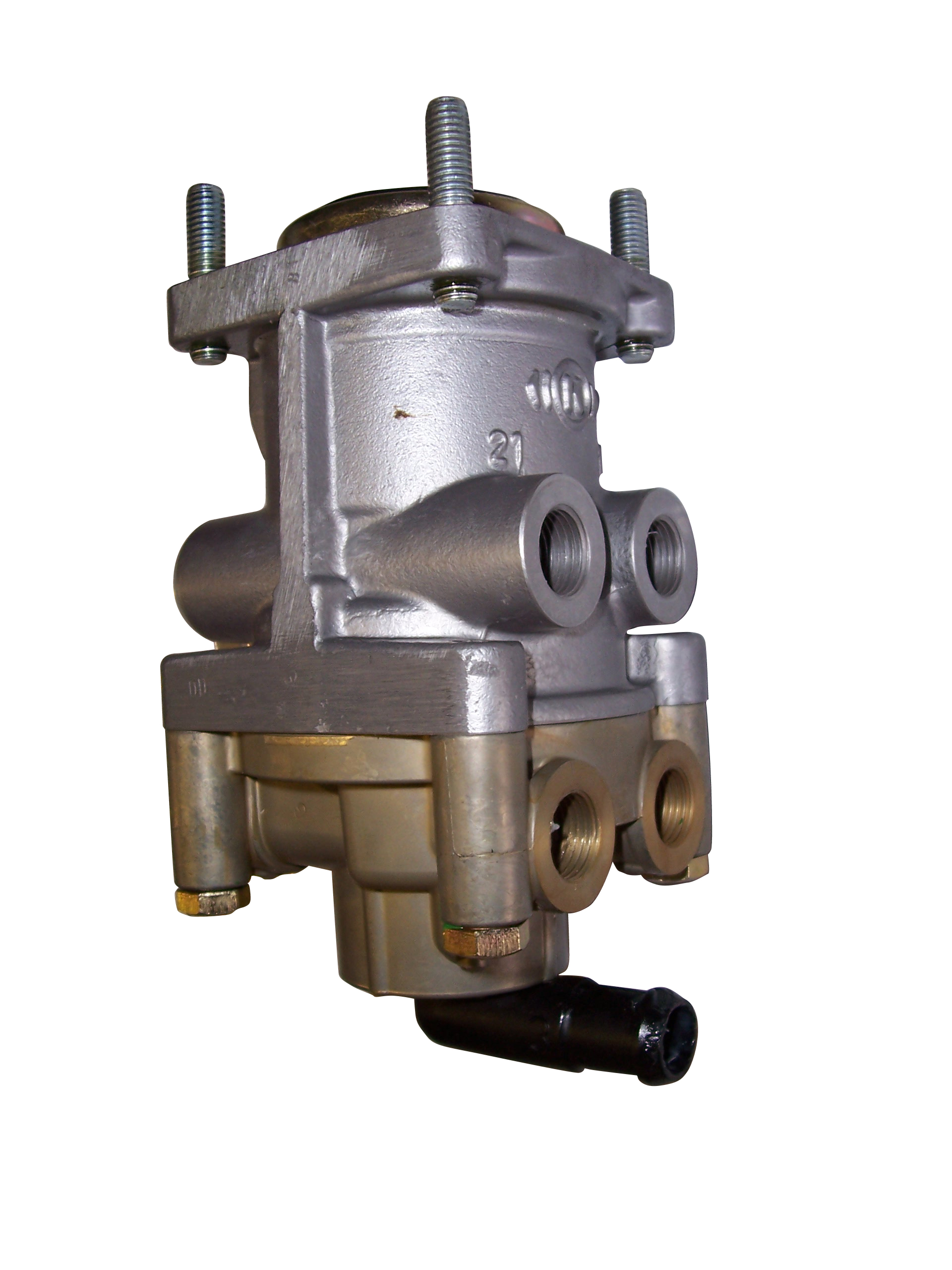
Robinet de frein de service
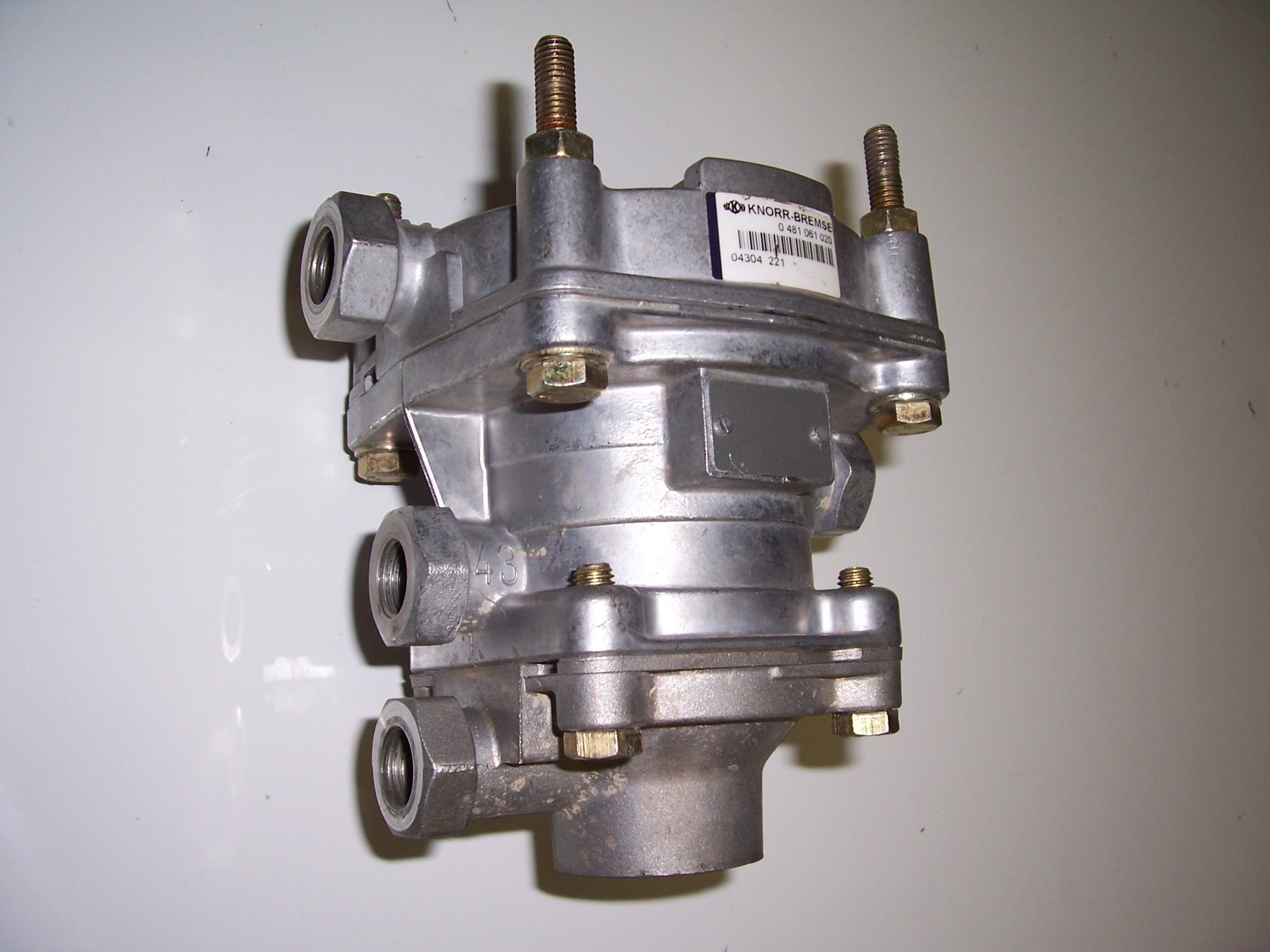
Valve de commande des freins de la remorque
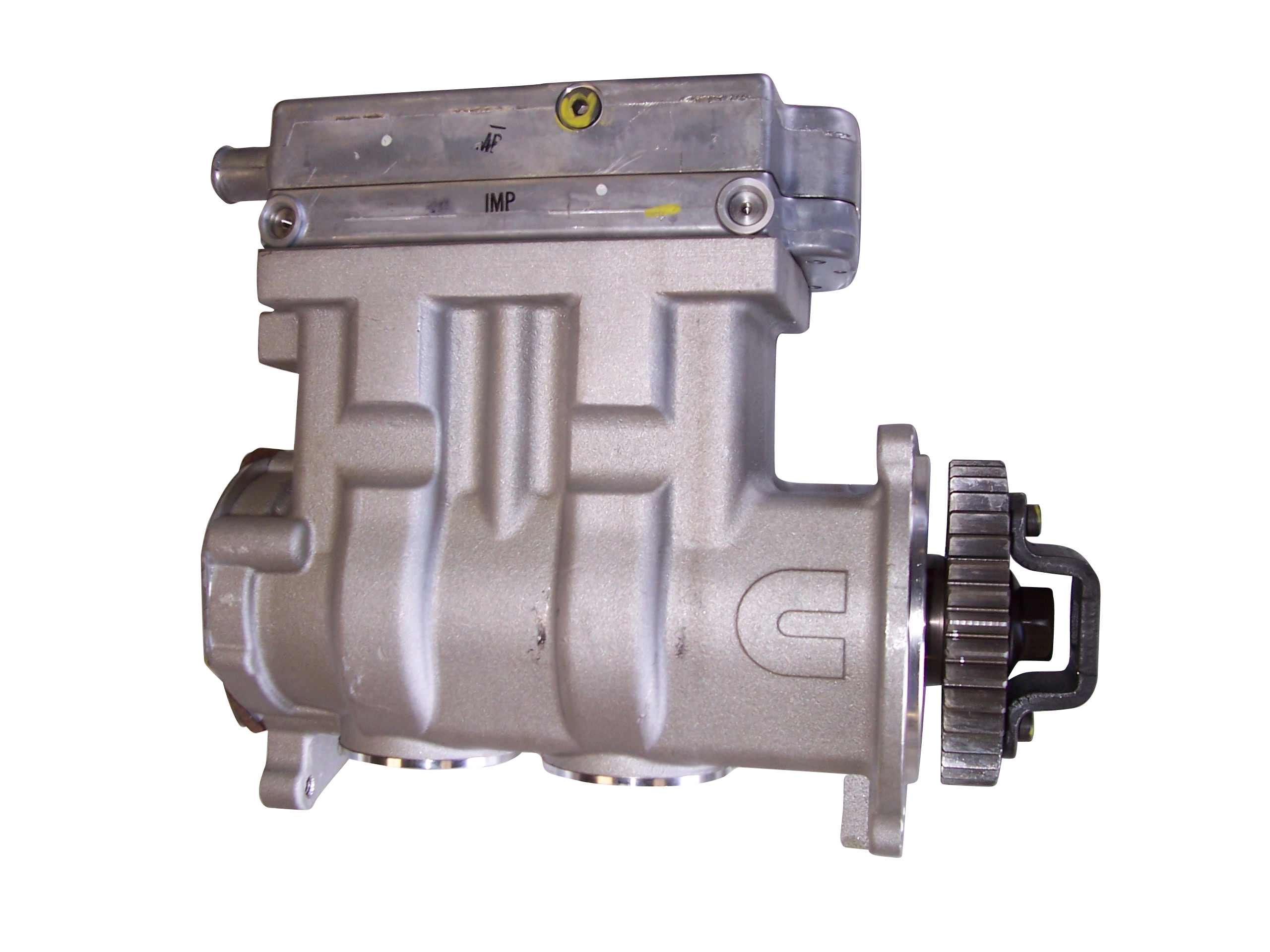
Compresseur d'air du camion
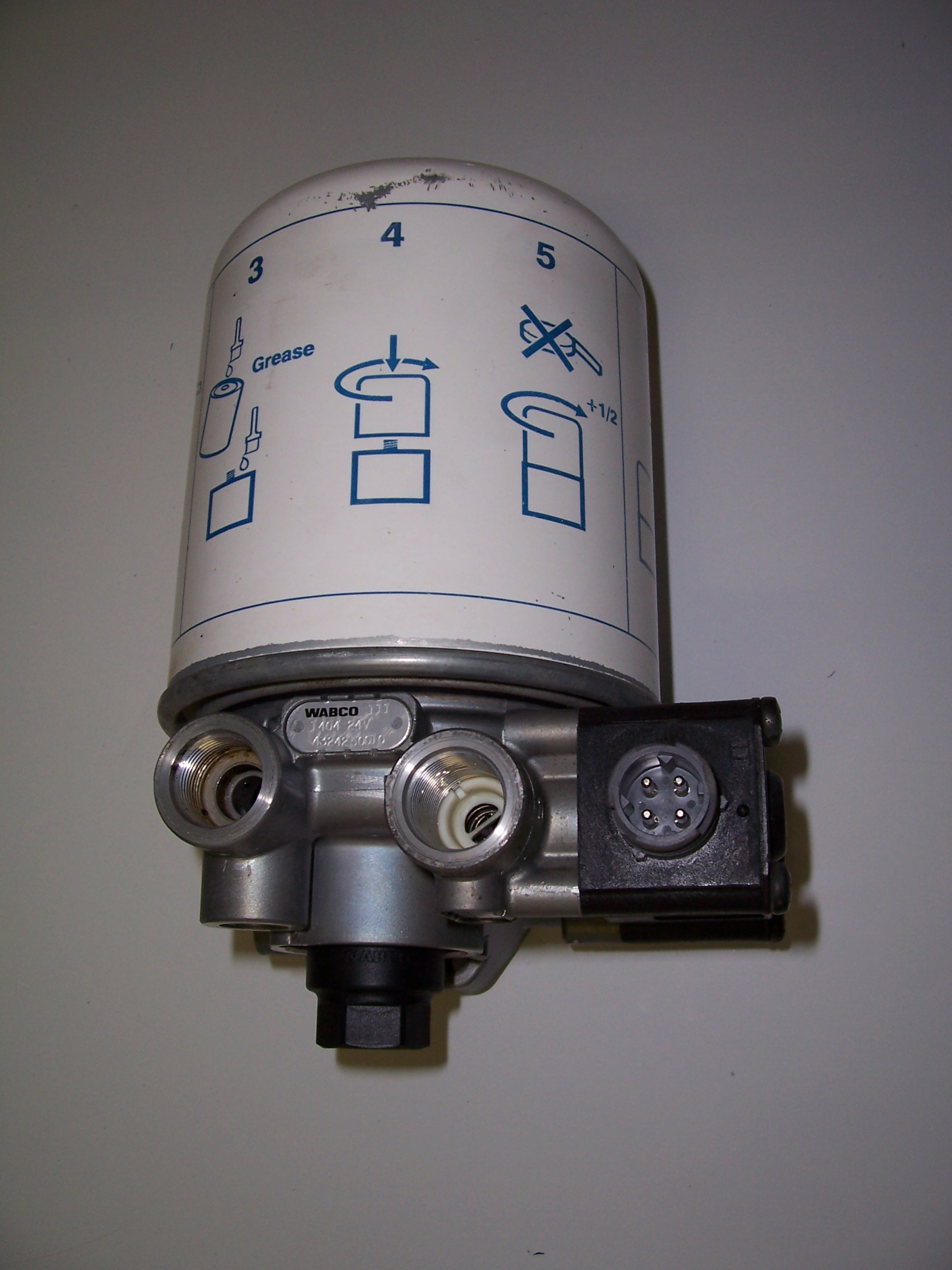
Un dessiccateur servant à éliminer l'humidité du circuit pneumatique
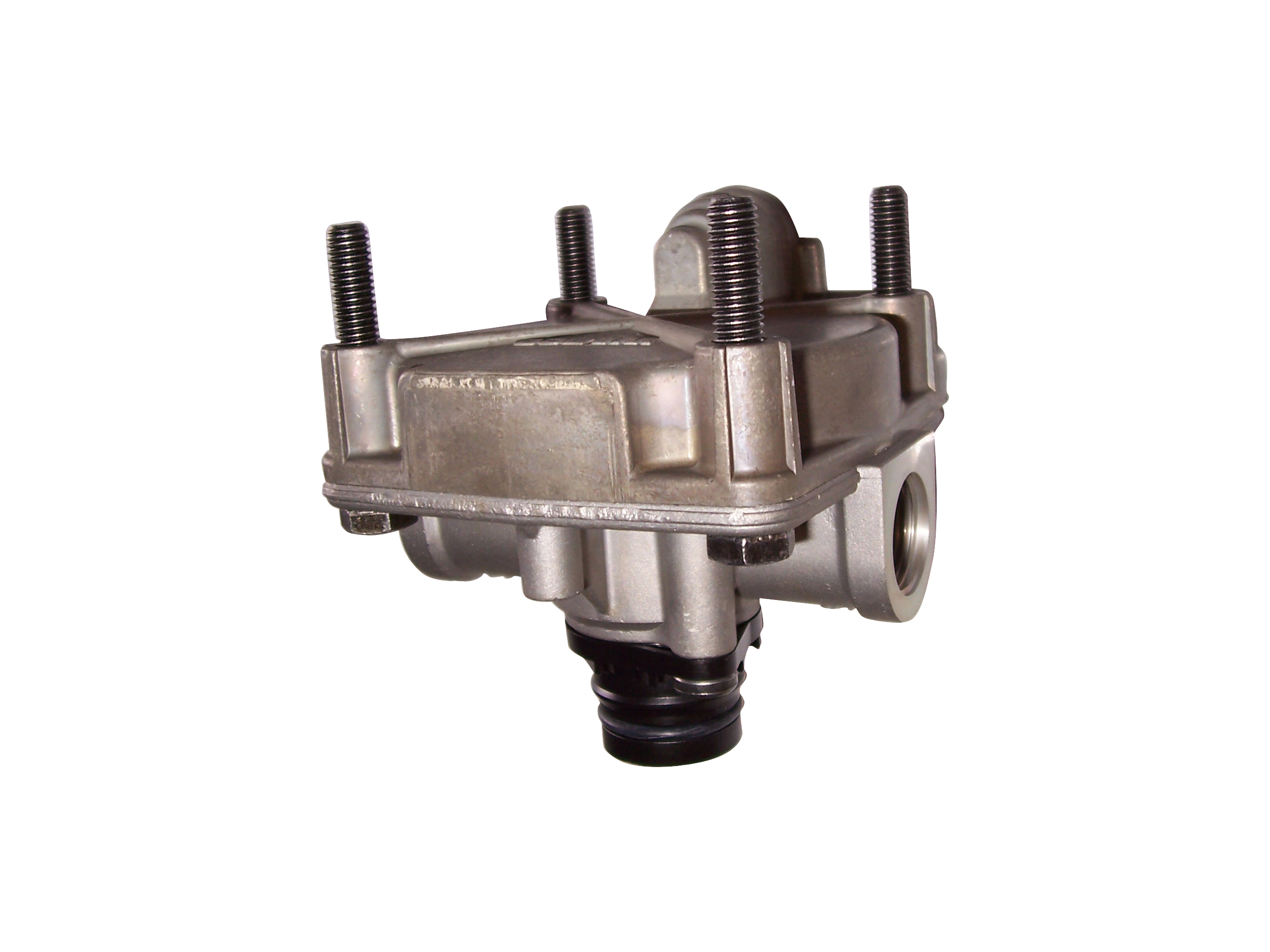
Relais du frein de la soupape d'air
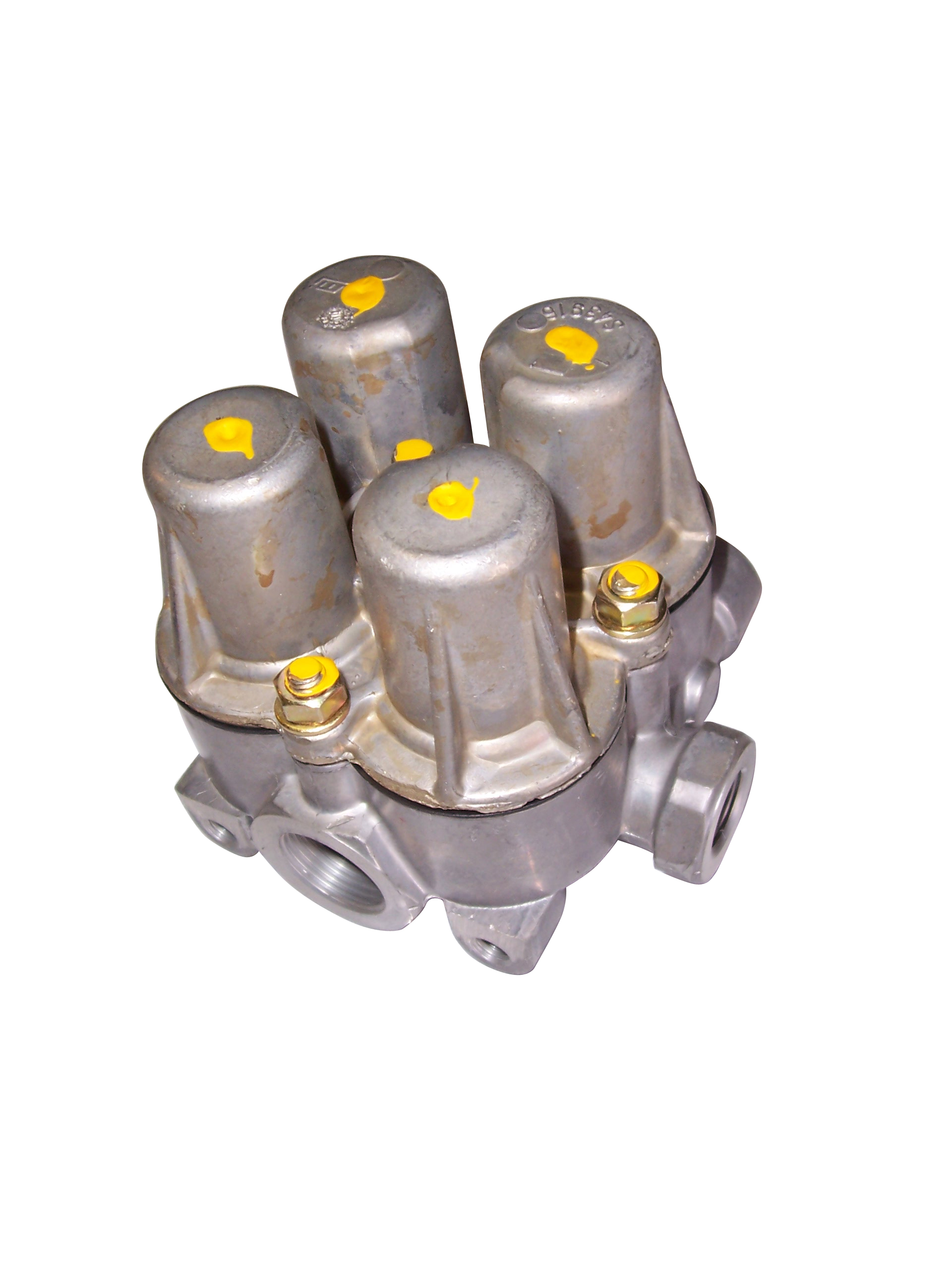
Valves de protection 4 voies (appelée aussi valve de protection quadruple)

### Domaine ferré
Le matériel roulant des chemins de fer modernes utilisent systématiquement le frein à air, au moins comme système de secours et de sécurité. De manière générale, le freinage est assuré soit par des sabots métalliques s'appliquant sur la bande de roulement des roues, soit par des freins à disque monté sur l'axe des essieux, même si l'on trouve aussi des freins électro-magnétiques situés entre les essieux de bogie dont les semelles sont manœuvrées par l'air comprimé et, sans contact, opposent une force électro-magnétique sur la masse du rail, pour donner plus de force au freinage à grande vitesse. Le système se compose du frein continu qui freinera l'ensemble du convoi, du frein direct qui freinera uniquement le véhicule moteur, parfois d'un frein d'immobilisation dont le relâchement est assuré par l'air comprimé, d'un robinet ou d'un levier de commande, d'un compresseur et d'un ou plusieurs réservoirs de stockage de l'air comprimé.